# 305
305（三百五、さんびゃくご）は自然数、また整数において、304の次で306の前の数である。

## 性質
- 305は合成数であり、約数は 1, 5, 61, 305 である。
  - 約数の和は372。
- 98番目の半素数である。1つ前は303、次は309。
- 各位の和が8になる25番目の数である。1つ前は260、次は314。
- 305 = 42 + 172 = 72 + 162
  - 2つの平方数の和2通りで表せる16番目の数である。1つ前は290、次は338。
  - 異なる2つの平方数の和で表せる92番目の数である。1つ前は298、次は306。(オンライン整数列大辞典の数列 A004431)
  - 異なる2つの平方数の和2通りで表せる14番目の数である。1つ前は290、次は340。
- 305 = 32 + 102 + 142 = 42 + 82 + 152 = 62 + 102 + 132
  - 3つの平方数の和3通りで表せる40番目の数である。1つ前は302、次は309。(オンライン整数列大辞典の数列 A025323)
  - 異なる3つの平方数の和3通りで表せる22番目の数である。1つ前は302、次は306。(オンライン整数列大辞典の数列 A025341)
- 305 = 172 + 17 − 1 = 182 − 18 − 1
  - n = 17 のときの n2 + n − 1 の値とみたとき1つ前は271、次は341。(オンライン整数列大辞典の数列 A028387)
- 305 = 44 + 3 × 42 + 1
  - x = 4 のときの フィボナッチ多項式 F5(x) = x4 + 3x2 + 1 の値とみたとき1つ前は109、次は701。(オンライン整数列大辞典の数列 A057721)

## その他 305 に関連すること
- 西暦305年
- 年始から数えて305日目は11月1日、閏年の場合は10月31日。
- JR九州305系電車